# Petter Dass
Petter Dass (Herøy (Nordland), c. 1647 - Alstahaug (Nordland), 18 de setembre de 1707) va ser un poeta i pastor noruec, conegut pels seus himnes barrocs i la seva poesia topogràfica. La majoria dels seus treballs no van ser publicats fins després de la seva mort.

## Biografia
Dass va néixer a Herøy (Nordland), fill de Peter Dundas, el qual era originari de Dundee (Escòcia) i de Maren Falch. El seu pare va morir l'any 1653, quan Petter tenia 6 anys, per la qual cosa els fills van ser criats per parents i amics. La seva mare es va casar per segona ocasió, però Dass va romandre amb la seva tia, Anna Falch, la qual estava casada amb un pastor en Nærøy.
Als 13 anys, Dass va començar a assistir a l'escola a Bergen i posteriorment va estudiar teologia a Copenhaguen.
Després d'acabar els seus estudis a Copenhaguen, Dass va tornar a Noruega i va treballar com a tutor a Vefsn. Allí va tenir un fill fora del matrimoni i va haver de viatjar a Copenhaguen a sol·licitar una absolució al rei danès. L'any 1689 va ser nomenat pastor parroquial de Alstahaug.
La seva obra més famosa és una descripció topogràfica del nord de Noruega en vers, titulada Nordlands Trompet. Així mateix, també és reconegut per haver compost diversos salms, dels quals el més famós és Herre Gud, ditt dyre navn og ære.
L'únic retrat existent de Dass va ser trobat, d'acord amb el folklore de la regió, a l'Església de Melhus. No obstant això, alguns historiadors han estudiat la pintura i consideren que la persona del retrat no és Dass.